# کارلو چریونی
کارلو چریونی (ایتالیایی: Carlo Cerioni; ۱۱ نوامبر ۱۹۲۵ – ۲۹ دسامبر ۲۰۰۹) بازیکن بسکتبال اهل ایتالیا بود.
از باشگاه‌هایی که در آن بازی کرده‌است می‌توان به المپیا میلان و باشگاه بسکتبال پالاسانسترو وارزه اشاره کرد.